# Empoasca
Empoasca är ett släkte av insekter som beskrevs av Walsh 1862. Empoasca ingår i familjen dvärgstritar.

## Dottertaxa tillEmpoasca, i alfabetisk ordning[1][2]
- Empoasca abaroensis
- Empoasca abietis
- Empoasca abrupta
- Empoasca abyssinica
- Empoasca acantha
- Empoasca acanthafera
- Empoasca accincta
- Empoasca aciculata
- Empoasca aculeata
- Empoasca acuminata
- Empoasca acuticeps
- Empoasca adexa
- Empoasca aequatorialis
- Empoasca affinifasciata
- Empoasca affinipeba
- Empoasca affinis
- Empoasca afrolabes
- Empoasca aino
- Empoasca albipennis
- Empoasca albizziae
- Empoasca alboneura
- Empoasca albonota
- Empoasca alboscripta
- Empoasca alceda
- Empoasca alexanderae
- Empoasca alfalfae
- Empoasca alinka
- Empoasca allera
- Empoasca alsiosa
- Empoasca altaica
- Empoasca altmani
- Empoasca amara
- Empoasca amasa
- Empoasca amblacantha
- Empoasca amicis
- Empoasca amoena
- Empoasca amurensis
- Empoasca ancella
- Empoasca ancistra
- Empoasca anfracta
- Empoasca anguina
- Empoasca angusta
- Empoasca angustella
- Empoasca angusticornis
- Empoasca angustifoliae
- Empoasca anicar
- Empoasca anilla
- Empoasca anoteya
- Empoasca antioquinae
- Empoasca anufrievi
- Empoasca apatapeba
- Empoasca apicalis
- Empoasca apodema
- Empoasca appendiculata
- Empoasca aracoma
- Empoasca arator
- Empoasca ariadnae
- Empoasca arida
- Empoasca arisana
- Empoasca arizona
- Empoasca armara
- Empoasca arqua
- Empoasca arta
- Empoasca artigasi
- Empoasca arvalis
- Empoasca aspersa
- Empoasca aspra
- Empoasca asymmetra
- Empoasca athertoni
- Empoasca atika
- Empoasca atinca
- Empoasca awa
- Empoasca aviculifera
- Empoasca azteca
- Empoasca baka
- Empoasca baluchi
- Empoasca banksianae
- Empoasca baohaiensis
- Empoasca barawa
- Empoasca barbara
- Empoasca barbistyla
- Empoasca bartletti
- Empoasca beckeri
- Empoasca betuleti
- Empoasca biarca
- Empoasca bicorna
- Empoasca bicuspida
- Empoasca bidens
- Empoasca bifidella
- Empoasca bifurcata
- Empoasca biloba
- Empoasca binotata
- Empoasca bipunctulata
- Empoasca bispinata
- Empoasca bispinatella
- Empoasca bitubera
- Empoasca bivirgata
- Empoasca blaba
- Empoasca blada
- Empoasca blendens
- Empoasca blickenstaffi
- Empoasca boninensis
- Empoasca bordia
- Empoasca borowikae
- Empoasca bostanensis
- Empoasca bovina
- Empoasca brachylaminata
- Empoasca brachypennis
- Empoasca bractigera
- Empoasca breviceps
- Empoasca brucei
- Empoasca bulba
- Empoasca bulbosa
- Empoasca calcara
- Empoasca calcea
- Empoasca caldwelli
- Empoasca calfica
- Empoasca califca
- Empoasca callera
- Empoasca calyxa
- Empoasca camara
- Empoasca campestris
- Empoasca canalis
- Empoasca canavalia
- Empoasca canda
- Empoasca candatia
- Empoasca canthella
- Empoasca capsicae
- Empoasca caraba
- Empoasca carneola
- Empoasca cascada
- Empoasca caverna
- Empoasca celta
- Empoasca centralis
- Empoasca cerata
- Empoasca cerea
- Empoasca chapingo
- Empoasca chelata
- Empoasca chloe
- Empoasca chloroneura
- Empoasca christiani
- Empoasca cicerae
- Empoasca cienka
- Empoasca cinqosa
- Empoasca cirsia
- Empoasca cisiana
- Empoasca cisnora
- Empoasca clematidis
- Empoasca clodia
- Empoasca clypeata
- Empoasca coccinea
- Empoasca cokorata
- Empoasca collarti
- Empoasca colorata
- Empoasca comara
- Empoasca cona
- Empoasca concava
- Empoasca concepciona
- Empoasca confusania
- Empoasca congrua
- Empoasca conifera
- Empoasca consecta
- Empoasca consimilis
- Empoasca convergens
- Empoasca coofa
- Empoasca corella
- Empoasca cornicula
- Empoasca cothurna
- Empoasca cothurnula
- Empoasca crepidula
- Empoasca cristata
- Empoasca cristella
- Empoasca crocostigmata
- Empoasca crocovittata
- Empoasca cruciata
- Empoasca crusta
- Empoasca crystola
- Empoasca cunninghami
- Empoasca curvata
- Empoasca curvatura
- Empoasca curveola
- Empoasca curvexa
- Empoasca cyamopsae
- Empoasca cypha
- Empoasca dactylata
- Empoasca dactylatula
- Empoasca daggyi
- Empoasca dampfi
- Empoasca danielsae
- Empoasca davidi
- Empoasca davidsoni
- Empoasca dealbata
- Empoasca decedens
- Empoasca decipiens
- Empoasca deckeri
- Empoasca decora
- Empoasca decorata
- Empoasca decurvata
- Empoasca delongi
- Empoasca delta
- Empoasca deluda
- Empoasca denaria
- Empoasca dentata
- Empoasca dentistylus
- Empoasca deskina
- Empoasca diacumanis
- Empoasca dichotomous
- Empoasca dicyrta
- Empoasca difficilis
- Empoasca dilitara
- Empoasca dimorpha
- Empoasca dissensi
- Empoasca distinguenda
- Empoasca distracta
- Empoasca ditata
- Empoasca diversa
- Empoasca diverta
- Empoasca dolichi
- Empoasca dolonis
- Empoasca dominica
- Empoasca dorothyae
- Empoasca dorsovitta
- Empoasca dubiosissima
- Empoasca dubovskyi
- Empoasca duodens
- Empoasca dutarga
- Empoasca dworakowskae
- Empoasca dymarka
- Empoasca ebrachiata
- Empoasca eccla
- Empoasca ecuadorensis
- Empoasca edentula
- Empoasca eldadi
- Empoasca ellisae
- Empoasca elongella
- Empoasca emeljanovi
- Empoasca ensiformis
- Empoasca erigeron
- Empoasca erythrocephala
- Empoasca esakii
- Empoasca esuma
- Empoasca etroni
- Empoasca eweraformis
- Empoasca excavata
- Empoasca fabae
- Empoasca fabalis
- Empoasca faciata
- Empoasca falca
- Empoasca fasciata
- Empoasca fenestra
- Empoasca filamenta
- Empoasca fissurata
- Empoasca flavovittella
- Empoasca fletcheri
- Empoasca fontesi
- Empoasca forlinda
- Empoasca formidolosa
- Empoasca foxi
- Empoasca foxiella
- Empoasca fulgidula
- Empoasca fulvescens
- Empoasca fulvomaculata
- Empoasca fumatipennis
- Empoasca furcata
- Empoasca furcatula
- Empoasca fuscoviridis
- Empoasca galluxa
- Empoasca gampsoa
- Empoasca gansella
- Empoasca garbata
- Empoasca geniculata
- Empoasca georgii
- Empoasca gerardi
- Empoasca gibbosa
- Empoasca gibsoni
- Empoasca gigantica
- Empoasca glaba
- Empoasca gongyla
- Empoasca goodi
- Empoasca gossypii
- Empoasca grandisoma
- Empoasca gribisa
- Empoasca guajaibona
- Empoasca guatemalana
- Empoasca gucia
- Empoasca guevarai
- Empoasca guttiformis
- Empoasca halaensis
- Empoasca hama
- Empoasca hamata
- Empoasca hamiltoni
- Empoasca hankaensis
- Empoasca hardini
- Empoasca hastosa
- Empoasca haywardi
- Empoasca hecta
- Empoasca heliophila
- Empoasca helleri
- Empoasca hepneri
- Empoasca hiromichii
- Empoasca histrionicula
- Empoasca houbeni
- Empoasca huanghecus
- Empoasca humilis
- Empoasca hyadas
- Empoasca hyalina
- Empoasca imbongae
- Empoasca improcera
- Empoasca inaequiformis
- Empoasca incoata
- Empoasca incompta
- Empoasca indenta
- Empoasca infulata
- Empoasca ingena
- Empoasca insularis
- Empoasca interrupta
- Empoasca irrita
- Empoasca ishiharai
- Empoasca jacobii
- Empoasca jalapa
- Empoasca jigongshana
- Empoasca joshuai
- Empoasca juchani
- Empoasca jugana
- Empoasca junipera
- Empoasca juniperina
- Empoasca kabalensis
- Empoasca kaibaba
- Empoasca kaicola
- Empoasca kantipurensis
- Empoasca kapoori
- Empoasca karatavica
- Empoasca kerri
- Empoasca khaliquei
- Empoasca khurshidi
- Empoasca kigeziensis
- Empoasca kipsigiensis
- Empoasca kishtwarensis
- Empoasca knighti
- Empoasca knudseni
- Empoasca knulli
- Empoasca kontkaneni
- Empoasca koreckae
- Empoasca koshunensis
- Empoasca kraemeri
- Empoasca kudlata
- Empoasca kulka
- Empoasca laceiba
- Empoasca lata
- Empoasca latarca
- Empoasca latava
- Empoasca latibasis
- Empoasca latissima
- Empoasca lauta
- Empoasca lautereri
- Empoasca lecta
- Empoasca ledesma
- Empoasca liberiana
- Empoasca lida
- Empoasca lillae
- Empoasca limbifera
- Empoasca lineata
- Empoasca linnavuoriorum
- Empoasca lipcowa
- Empoasca livara
- Empoasca longibrachiata
- Empoasca longispina
- Empoasca loregia
- Empoasca loreta
- Empoasca lorifera
- Empoasca lulupa
- Empoasca lutova
- Empoasca lutowa
- Empoasca maculosa
- Empoasca madra
- Empoasca majowa
- Empoasca malgaska
- Empoasca malliki
- Empoasca malvae
- Empoasca manda
- Empoasca manubriata
- Empoasca mardanensis
- Empoasca margaritae
- Empoasca marquesana
- Empoasca marsupifera
- Empoasca martorelli
- Empoasca masoodi
- Empoasca matsudai
- Empoasca medleri
- Empoasca medora
- Empoasca melli
- Empoasca mergata
- Empoasca merredinensis
- Empoasca metana
- Empoasca mexara
- Empoasca mexicana
- Empoasca millsi
- Empoasca minetra
- Empoasca minor
- Empoasca mira
- Empoasca missiona
- Empoasca mochidai
- Empoasca mona
- Empoasca monrosi
- Empoasca montana
- Empoasca monticola
- Empoasca morindae
- Empoasca morrisoni
- Empoasca mosella
- Empoasca motti
- Empoasca multicornis
- Empoasca multidentata
- Empoasca muricata
- Empoasca mysia
- Empoasca naudei
- Empoasca neaspersa
- Empoasca necyla
- Empoasca nella
- Empoasca nema
- Empoasca neocurspina
- Empoasca neogaea
- Empoasca nesolina
- Empoasca nevadensis
- Empoasca ngatpangensis
- Empoasca ngongensis
- Empoasca niaraca
- Empoasca nigerica
- Empoasca nigra
- Empoasca nihila
- Empoasca nipponica
- Empoasca niuensis
- Empoasca nocturna
- Empoasca nodosa
- Empoasca norcasta
- Empoasca ntaga
- Empoasca nubecula
- Empoasca obliqua
- Empoasca obstipa
- Empoasca ocala
- Empoasca occidentalis
- Empoasca occidua
- Empoasca oculea
- Empoasca okadai
- Empoasca okubella
- Empoasca olara
- Empoasca olivatula
- Empoasca omani
- Empoasca onukii
- Empoasca ophiodera
- Empoasca opulenta
- Empoasca originalis
- Empoasca ornata
- Empoasca ornatella
- Empoasca orthodens
- Empoasca osca
- Empoasca ossiannilssoni
- Empoasca pacifica
- Empoasca packa
- Empoasca pallida
- Empoasca pallidula
- Empoasca panda
- Empoasca panisca
- Empoasca papae
- Empoasca papayae
- Empoasca paraobliqua
- Empoasca paraparvipenis
- Empoasca parastriata
- Empoasca paraterminalis
- Empoasca parvicornis
- Empoasca parvifacia
- Empoasca parvipenis
- Empoasca peba
- Empoasca peculiaris
- Empoasca pedifera
- Empoasca pelecana
- Empoasca peregrina
- Empoasca perelegans
- Empoasca pergrada
- Empoasca perlonga
- Empoasca persicae
- Empoasca petaluma
- Empoasca petiolaridis
- Empoasca petona
- Empoasca pexa
- Empoasca phaseola
- Empoasca photophila
- Empoasca picta
- Empoasca pictifrons
- Empoasca pikna
- Empoasca pinella
- Empoasca pinjorensis
- Empoasca pipturi
- Empoasca pitiensis
- Empoasca planata
- Empoasca plebeia
- Empoasca plectilis
- Empoasca plex
- Empoasca ponderosa
- Empoasca pretoriana
- Empoasca profusa
- Empoasca prona
- Empoasca pronula
- Empoasca protea
- Empoasca pseudosetigera
- Empoasca pteridis
- Empoasca puncticeps
- Empoasca punena
- Empoasca punjabensis
- Empoasca pyramidata
- Empoasca quadra
- Empoasca quadrifida
- Empoasca quadripunctata
- Empoasca quintapunctata
- Empoasca rabava
- Empoasca racina
- Empoasca radha
- Empoasca radiata
- Empoasca ramosa
- Empoasca ratio
- Empoasca ratka
- Empoasca recta
- Empoasca recursa
- Empoasca recurvata
- Empoasca reddina
- Empoasca reducta
- Empoasca reflexa
- Empoasca remanei
- Empoasca resona
- Empoasca resupina
- Empoasca revoluta
- Empoasca rex
- Empoasca ricei
- Empoasca riessae
- Empoasca riora
- Empoasca robacki
- Empoasca rojasi
- Empoasca rokasa
- Empoasca ruandae
- Empoasca rubrarea
- Empoasca rubraza
- Empoasca rubricula
- Empoasca rubricunda
- Empoasca rubromaculata
- Empoasca ruficeps
- Empoasca rumexa
- Empoasca rura
- Empoasca rwenzoriensis
- Empoasca rybiogon
- Empoasca sagitta
- Empoasca sakaii
- Empoasca salazari
- Empoasca salinarum
- Empoasca sama
- Empoasca sanguinea
- Empoasca saopa
- Empoasca sativae
- Empoasca saxosa
- Empoasca schiemenzi
- Empoasca schima
- Empoasca scinda
- Empoasca semanta
- Empoasca serpula
- Empoasca serrata
- Empoasca serratipenis
- Empoasca serrator
- Empoasca serrula
- Empoasca sesamae
- Empoasca sessibulis
- Empoasca setata
- Empoasca setigera
- Empoasca setsukoae
- Empoasca shokella
- Empoasca sibirica
- Empoasca sichotana
- Empoasca sidamoensis
- Empoasca silukoa
- Empoasca silvatica
- Empoasca silvicola
- Empoasca simbava
- Empoasca sindhensis
- Empoasca singala
- Empoasca sinuata
- Empoasca sinusina
- Empoasca sirra
- Empoasca smithi
- Empoasca snowi
- Empoasca sobella
- Empoasca solana
- Empoasca solani
- Empoasca sonorana
- Empoasca sororcula
- Empoasca spatna
- Empoasca speciosa
- Empoasca spiculata
- Empoasca spinosa
- Empoasca spinuloides
- Empoasca spira
- Empoasca spirosa
- Empoasca sprita
- Empoasca squamosa
- Empoasca stalsisa
- Empoasca stata
- Empoasca stevensi
- Empoasca stylata
- Empoasca styliformis
- Empoasca suata
- Empoasca sudanica
- Empoasca sundaica
- Empoasca syedi
- Empoasca tabaci
- Empoasca tamiama
- Empoasca tanova
- Empoasca tapicata
- Empoasca taraxa
- Empoasca tasta
- Empoasca tastara
- Empoasca tavuaensis
- Empoasca tecpatana
- Empoasca tectona
- Empoasca telpa
- Empoasca teneris
- Empoasca tepona
- Empoasca tergata
- Empoasca terminalis
- Empoasca testacea
- Empoasca tetronis
- Empoasca thapae
- Empoasca theacola
- Empoasca thela
- Empoasca theroni
- Empoasca tiaca
- Empoasca tincta
- Empoasca tna
- Empoasca todo
- Empoasca tolana
- Empoasca tolinda
- Empoasca torqua
- Empoasca triangularis
- Empoasca triangulifera
- Empoasca trifurcata
- Empoasca trindula
- Empoasca tripunctata
- Empoasca tritabulata
- Empoasca truncata
- Empoasca tuba
- Empoasca tuberculata
- Empoasca uapouensis
- Empoasca ulusa
- Empoasca unca
- Empoasca unicornis
- Empoasca uniprossicae
- Empoasca ura
- Empoasca usata
- Empoasca ussurica
- Empoasca utrica
- Empoasca uvalda
- Empoasca uzbekorum
- Empoasca valvata
- Empoasca varaspina
- Empoasca warchalowskii
- Empoasca vargasi
- Empoasca vastitatis
- Empoasca vazquezae
- Empoasca velutina
- Empoasca venusta
- Empoasca verdia
- Empoasca vergena
- Empoasca vermispina
- Empoasca versicolor
- Empoasca veta
- Empoasca viburni
- Empoasca vidanoi
- Empoasca widlasta
- Empoasca vietnamica
- Empoasca williamsae
- Empoasca villiersi
- Empoasca willinki
- Empoasca wilsoni
- Empoasca vincula
- Empoasca violinata
- Empoasca virgata
- Empoasca viridelutea
- Empoasca vitiensis
- Empoasca vitis
- Empoasca wolcotti
- Empoasca volsella
- Empoasca xanthopus
- Empoasca xerophila
- Empoasca yanhuana
- Empoasca yona
- Empoasca yubocola
- Empoasca yukonensis
- Empoasca yusti
- Empoasca zanclus
- Empoasca zapoides
- Empoasca zebulona
- Empoasca zonalis
- Empoasca zyxa